# Ипсиланти, Александр Константинович
Александр Константинович Ипсиланти (греч. Αλέξανδρος Υψηλάντης, молд. Александру Ипсиланти, 12 декабря 1792, Константинополь — 31 января 1828, Вена) — руководитель Греческой революции, национальный герой Греции.

## Русская служба
Из фанариотов, принадлежал к политически активному роду Ипсиланти. Внук Александра Ипсиланти (старшего) и сын Константина Ипсиланти, валашских господарей; сподвижником его был брат Дмитрий. Несмотря на разочарования, испытанные отцом, строил свои планы на русской поддержке. Александр Ипсиланти служил в русской армии. В 1808 году поступил корнетом в Кавалергардский полк, в 1810 году произведен в поручики, в 1812 году — в штаб-ротмистры. В 1813 году произведён в ротмистры и переведён подполковником в Гродненский гусарский полк. Участвовал в походах 1812 и 1813 годов, потерял правую руку в битве под Дрезденом. 1 января 1816 был назначен флигель-адъютантом императора Александра I. В 1817 году произведён в генерал-майоры русской армии (1817) и назначен командиром 1-й гусарской бригады.

## Восстание 1821 года
Активное участие его в борьбе за независимость Греции началось с 1820 г., когда он, по совету своего друга И. Каподистрии (в то время министра иностранных дел России), принял предложение членов «Филики этерия» (Дружеского общества) сделаться её председателем. 6 марта 1821 г. Александр Ипсиланти, воспользовавшись смертью господаря Валахии и Молдавии Александра Суцу, с группой этеристов перешёл через Прут и призвал народ дунайских княжеств к восстанию против турецкого ига.
Это предприятие с самого начала было обречено на неудачу. Условия жизни народа, который должен был поднять знамя восстания, не были приняты во внимание: было забыто, что фанариоты в его среде совсем не пользуются любовью и что феодальная зависимость от собственных бояр не менее тяжело отражается на народе, чем турецкое иго. Кроме того, сам Александр Ипсиланти не обладал качествами, необходимыми для вождя восстания. Он наивно верил в свое предназначение и в свои права на корону Греции, был тщеславен, высокомерен и слабохарактерен; в Яссах он окружил себя двором и целую неделю медлил, занимаясь раздачей титулов. Он одобрил резню мирных мусульман, устроенную одним из участников восстания, Василием Каравлий, во взятом им Галаце; вымогал деньги у богатых людей, арестовывая их и требуя выкупа. В своей прокламации он говорил, что «одна великая держава» обещала ему свою помощь, и этим ложным уверением оттолкнул от себя императора Александра I. Константинопольский патриарх Григорий V отлучил Александра Ипсиланти от церкви, что, впрочем, не спасло Григория от турецкой виселицы. Ипсиланти уверял всех, что официальные заявления России — не более как дипломатический манёвр.

## Австрийский плен и смерть

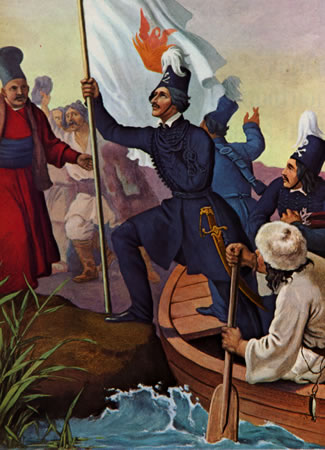
Переход Ипсиланти через Прут, картина Петера фон Гесса

В июне 1821 года, после поражения у Драгашан Ипсиланти направился к австрийской границе с целью через Триест добраться до восставшей уже Греции, но вместо обещанного транзита, Ипсиланти и его свита были заключены австрийцами: провели 2 года в застенках замка Паланок в Мукачеве, а в 1823 году были переведены в крепость Терезин в Чехии. После изменения русской политики он был выпущен на свободу по ходатайству императора Николая I 22 ноября 1827 года, будучи уже тяжело больным. Поездка из Терезина в Вену в зимних условиях усугубила его и без того тяжёлое состояние. 19 января этерист Лассанис передал ему, что Иоанн Каподистрия направляется в Грецию, чтобы возглавить страну, и уже находится на Мальте. Александр успел прошептать «Слава тебе, Господи» и вскоре умер на руках своей возлюбленной княжны Констанции Разумовской.
Новость о смерти Александра была получена Каподистрией, когда он уже принял правление страной. Брат Александра Димитрий получил сообщение о его смерти от Каподистрии, будучи командующим армии Средней Греции, в греческом лагере в городе Мегара, Аттика. 15 мая в Мегаре по команде Димитрия 7 тысячами винтовок был произведён залп в честь человека, начавшего Освободительную войну. Димитрию было суждено завершить войну, начатую его братом, в последнем и победном её сражении — Битве при Петре).
Ипсиланти похоронили в Вене на кладбище Святого Марка. 18 февраля 1903 года его останки были переправлены близкими в поместье семьи Ипсиланти-Сина в Зигхартскирхене. Георг фон Сина поручил известному датскому архитектору Теофилу фон Хансену построить в поместье мавзолей Александра Ипсиланти. Лишь в августе 1964 года, спустя 136 лет после его смерти, останки Александра Ипсиланти были перевезены в Грецию и покоятся сегодня при церкви на Марсовом поле в Афинах.
Судьба близких Ипсиланти также сложилась трагически: через несколько недель умерли и его братья Николай и Георгий, вышедшие тяжело больными из австрийских застенков, а затем княжна Разумовская сошла с ума.

## Награды

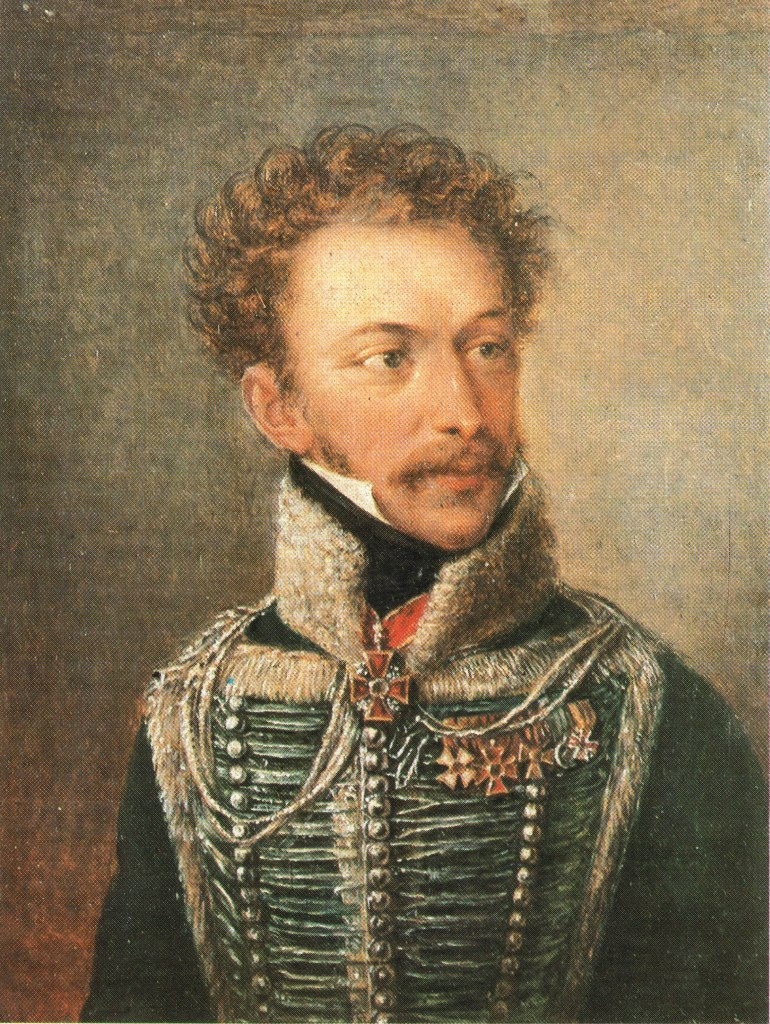
Портрет князя Александра Константиновича Ипсиланти в форме Гродненского гусарского полка работы неизвестного художника, 1814—1817 гг.

- Орден Святого Владимира 4-й степени (4 сентября 1812)[6]
- Орден Святой Анны 2-й степени (22 января 1814)[7]

## Образ Ипсиланти в идеологии и литературе
В представлении греческого народа он остался героем и мучеником борьбы за независимость. Ипсиланти и этеристы — постоянный предмет интереса, политического и художественного, русских писателей-романтиков и общественных деятелей (в частности, декабристов). Неоднократны его упоминания у Пушкина (в частности, в повести «Выстрел»). Пушкин жил во время восстания Ипсиланти в Кишинёве и близко наблюдавшего деятельность Этерии:
Первый шаг Александра Ипсиланти прекрасен и блистателен. Он счастливо начал — и, мертвый или победитель, отныне он принадлежит истории — 28 лет, оторванная рука, цель великодушная! — завидная участь.